# União Sport Clube do Uíge
União Sport Clube do Uíge, kurz União do Uíge genannt, ist ein angolanischer Fußballverein aus Uíge.
Der Verein wurde am 24. Mai 2012 gegründet. Er empfängt seine Gäste im Estádio 4 de Janeiro. Das Fassungsvermögen wird mit 5.000, nach Angaben der Profiliga mit 1.500 Zuschauern angegeben.
Der Klub stieg 2013 in die oberste Spielklasse Angolas auf, die Profiliga Girabola. Die Spielsaison verlief jedoch enttäuschend für den Verein, der sich daraufhin im September 2014 von Trainer Mbiyavanga Capela trennte. Doch auch unter dem neuen Coach Joaquim Muyumba blieb der Klub am Ende auf dem 16. und damit letzten Tabellenplatz, so dass União do Uíge wieder in die zweite Liga (Gira Angola) abstieg.